# Hamburg-Billbrook
Billbrook ist ein Stadtteil im Bezirk Hamburg-Mitte der Freien und Hansestadt Hamburg.

## Geographie
Der Billbrook ist ein Sumpfgebiet am Rande der Marsch im Urstromtal der Elbe, das nach Norden hin von dem Fluss Bille begrenzt wird. Hierher rührt auch der Name Billbrook, der „Brook an der Bille“ bedeutet.
Ähnlich wie im westlich benachbarten Hammerbrook (in den heutigen Stadtteilen Hamm und Hammerbrook) wurde das Gelände gegen Ende des 19. Jahrhunderts mit Sand um mehrere Meter aufgeschüttet, um seine Bebauung zu ermöglichen.
Das Gebiet wurde planmäßig erschlossen durch ein Netz von, völlig untypisch für Hamburg, sehr breiten und über weite Strecken schnurgeraden Straßen. Fünf breite Kanäle (Tiefstack- und Billbrookkanal sowie Tide-, Industrie- und Moorfleeter Kanal) dienen der Entwässerung, sind aber auch mit geringem Tiefgang schiffbar.
Das Gebiet um die Mündung des Tiefstackkanals, der Billbrook vom benachbarten Stadtteil Rothenburgsort auf der Insel „Billwerder Ausschlag“ trennt, in die Billwerder Bucht wird auch als „Tiefstack“ bezeichnet.

### Bebauung und Nutzung
Billbrook besteht heute fast ausschließlich aus Gewerbegebiet und ist das größte zusammenhängende Industriegebiet der Hansestadt neben dem Hafen. Hier setzte die Industrialisierung der Elbmetropole auch besonders früh ein, es verfügt über eine außerordentlich vielschichtige Vergangenheit und hat bis heute eine große Bedeutung als Gewerbestandort. Zwei kleine Wohngebiete befinden sich am Billbrookdeich im Norden und Nordosten längs des Billeufers sowie an der Ecke Andreas-Meyer-Str./Halskestraße im äußersten Süden des Stadtteils.
Im Osten des Stadtteils, unweit der Grundschule Billbrookdeich, befinden sich zwei Wohnunterkünfte für wohnungslose Menschen: In den Gebäuden leben großteils wohnungslose Familien verschiedener Herkunft. Eine steht an der Berzeliusstraße, wo 2002 eine schlecht beleumundete Unterkunft abgebrochen wurde. Diese war als „Berze“ bekannt. Die andere steht am Billstieg.

## Geschichte

Arbeiterfamilie in Billbrook 1902

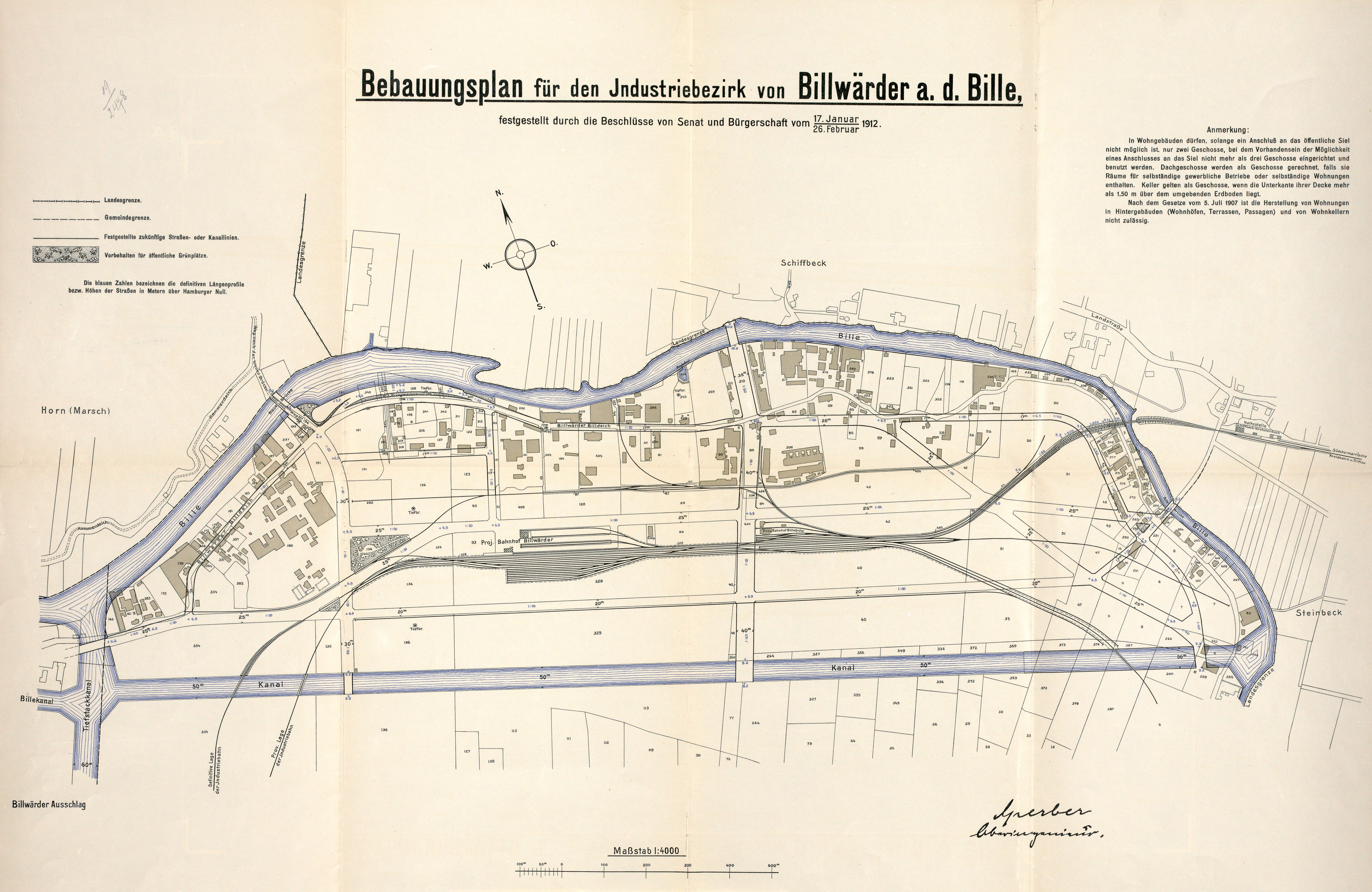
Bebauungsplan für den Industriebezirk von Billwärder a. d. Bille (1912)

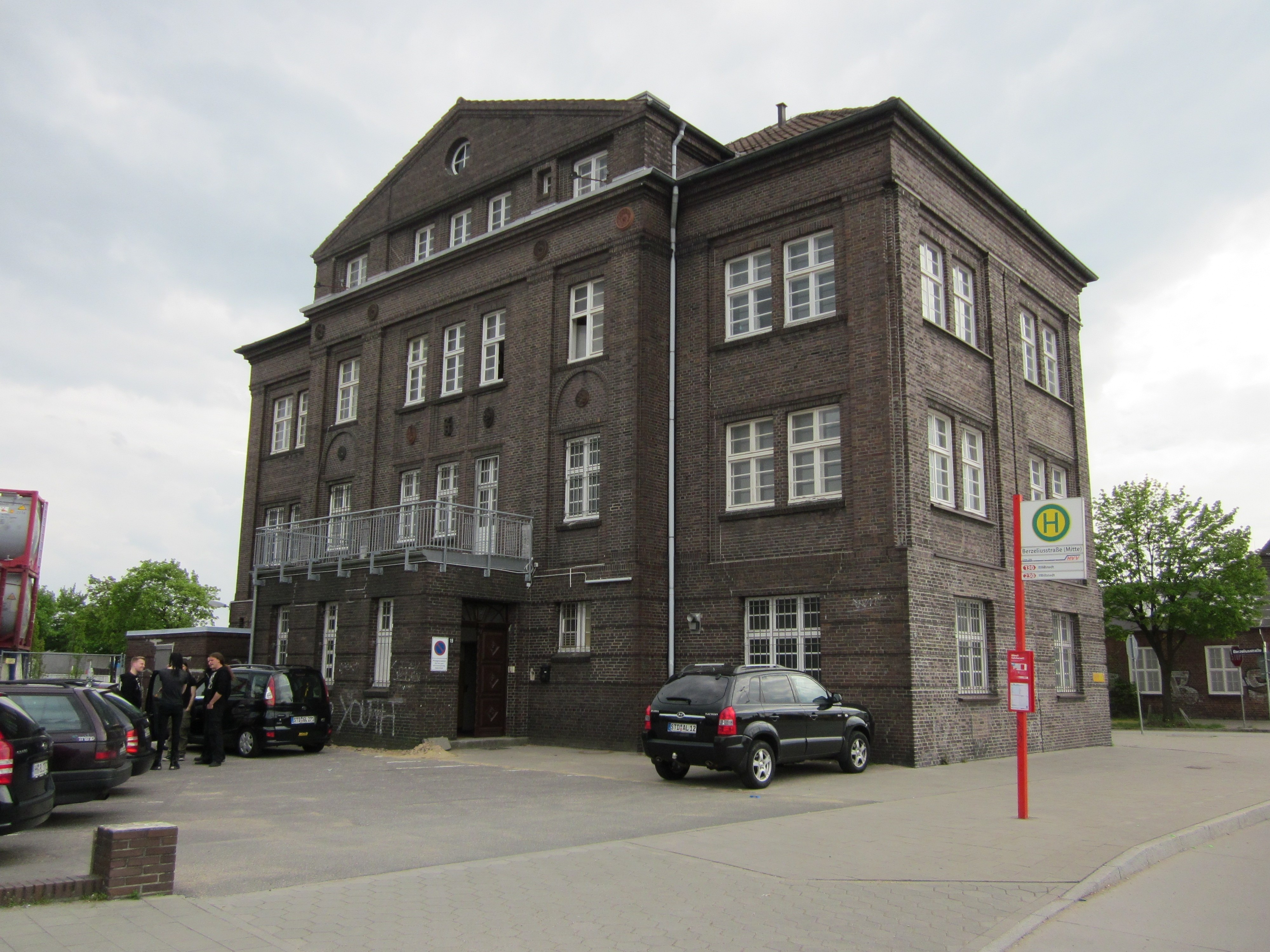
Frühere Polizeirevierwache 92 in der Moorfleeter Straße 19

Bereits im 13. und 14. Jahrhundert wurden Marschflächen an der Bille eingedeicht. Seit 1395 gehörte das Gebiet zum Hamburger Landgebiet und dort zum Dorf Billwärder. Neben der bäuerlichen Besiedlung bauten sich wohlhabende Hamburger seit dem 17. Jahrhundert Landhäuser auf dem Billbrook. Einige dieser Häuser standen bis in das 20. Jahrhundert und wurden als Gaststätten genutzt. Das Gartenrestaurant Billwärder Park an der Blauen Brücke wurde z. B. 1727 als Landhaus errichtet und gehörte Ende des 18. Jahrhunderts dem Hamburger Senator Joachim Caspar Voigt. Das Landhaus an der blauen Brücke in Billwärder an der Bille 34 wurde in den Jahren 1882 bis 1889 von dem Destillateur Jochim Friedrich Thomsen betrieben, der vorher als Cafetier den Elb-Pavillon am Mühlenberg auf der Bastion Casparus, das Orpheum in der Neustädter Neustrasse und Lübbers Salon in der Eimsbütteler Chaussee betrieben hat.
Nachdem sich bereits ab 1850 im westlichen Billbrook Industrie ansiedelte, führte die Aufschüttung des Geländes Ende des 19. Jahrhunderts zu einer Verdrängung der Landwirtschaft durch Industriebetriebe. 1903 wurde der Tiefstackkanal erbaut. 1912 wurde Billbrook von Billwerder, das weiter Landgebiet blieb, losgelöst und als eigener Stadtteil in die Kernstadt Hamburg (Hamburg war damals rechtlich gesehen ein Flächenstaat) eingemeindet.
1914 bis 1917, also während des Ersten Weltkrieges, wurde mit dem Großkraftwerk Tiefstack, die bis dahin größte Kraftwerksanlage der HEW erbaut. Das Kraftwerk hatte eine Leistung von 100.000 Kilowatt, fünfmal so viel wie die das bis dahin größte HEW-Kraftwerk. Es wurde 1993 durch das heutige Heizkraftwerk Tiefstack ersetzt. 
Der Dioxinskandal um das Industrieunternehmen Boehringer hatte seinen Ursprung in Billbrook: Boehringer betrieb an der Andreas-Meyer-Straße an der Grenze zu Moorfleet ein Herbizidwerk, dessen Dioxinausstoß viele Arbeiter erkranken ließ. 1984 musste die Fabrik geschlossen werden. Das Gelände wurde bis in die 1990er Jahre hinein saniert, was jedoch zu keiner nennenswerten Entlastung des Bodens führte, so dass seit 1994 der Bereich weiträumig durch metertiefe Spundwände von der Umgegend abgetrennt wurde.

## Statistik
(Quelle: )
- Anteil der unter 18-Jährigen: 30,2 % [Hamburger Durchschnitt: 16,8 % (2023)]
- Anteil der über 64-Jährigen: 4,8 % [Hamburger Durchschnitt: 17,8 % (2023)]
- Ausländeranteil: 80,5 % [Hamburger Durchschnitt: 20,7 % (2023)]
- Arbeitslosenquote: 19,5 % [Hamburger Durchschnitt: 6,2 % (2023)]

Das durchschnittliche Einkommen je Steuerpflichtigen beträgt in Billbrook 31.355 Euro jährlich (2020), der Hamburger Gesamtdurchschnitt liegt bei 48.035 Euro.

## Politik
Für die Wahl zur Bürgerschaft und der Bezirksversammlung gehört Billbrook zum Wahlkreis Billstedt – Wilhelmsburg – Finkenwerder. Die Bürgerschaftswahlen 2025, 2020, 2015, 2011, 2008, 2004, 2001, 1997, 1993, 1991, 1987 und 1986 führten zu folgendem Ergebnis:
| Bürgerschaftswahl | SPD    | Linke 2) | AfD    | CDU    | Grüne 1) | FDP    | Übrige    |
| ----------------- | ------ | -------- | ------ | ------ | -------- | ------ | --------- |
| 2025 3)           | 34,9 % | 16,4 %   | 13,5 % | 13,0 % | 11,6 %   | 01,9 % | 08,7 %    |
| 2020              | 33,8 % | 05,8 %   | 23,8 % | 08,0 % | 11,5 %   | 03,5 % | 13,6 % 4) |
| 2015              | 49,4 % | 08,9 %   | 13,3 % | 10,6 % | 04,1 %   | 04,8 % | 08,9 % 5) |
| 2011              | 51,4 % | 08,9 %   | –      | 16,9 % | 06,5 %   | 02,0 % | 14,3 %    |
| 2008              | 37,2 % | 15,9 %   | –      | 29,2 % | 06,2 %   | 04,4 % | 07,1 %    |
| 2004              | 37,1 % | –        | –      | 47,5 % | 06,7 %   | 01,8 % | 10,9 % 6) |
| 2001              | 39,4 % | 00,0 %   | –      | 22,6 % | 03,2 %   | 00,6 % | 34,2 % 7) |
| 1997              | 48,8 % | 00,0 %   | –      | 18,0 % | 05,9 %   | 01,2 % | 26,1 % 8) |
| 1993              | 52,3 % | –        | –      | 15,7 % | 07,3 %   | 00,9 % | 23,8 % 9) |
| 1991              | 59,5 % | –        | –      | 24,7 % | 07,0 %   | 03,3 % | 05,5 %    |
| 1987              | 58,8 % | –        | –      | 36,0 % | 02,9 %   | 01,5 % | 00,8 %    |
| 1986              | 55,9 % | –        | –      | 33,9 % | 07,4 %   | 01,9 % | 00,9 %    |

Bei den Wahlen zur Bezirksversammlung gehört der Stadtteil zum Wahlkreis Billstedt-Süd, bei Bundestagswahlen zählt Billbrook zum Bundestagswahlkreis Hamburg-Mitte.
Bei der Europawahl 2019 kam Billbrook in die Schlagzeilen, weil es der einzige Stadtteil Hamburgs war, in dem die AfD mit 27,1 % stärkste Partei wurde. Aufgrund des hohen Anteils von nicht-EU-Ausländern und Kindern waren bei rund 2000 Einwohnern, davon rund 1400 Erwachsenen, allerdings nur 361 wahlberechtigt, von ihnen gingen nur 92 zur Wahl und 25 stimmten für die AfD.

## Wirtschaft und Infrastruktur

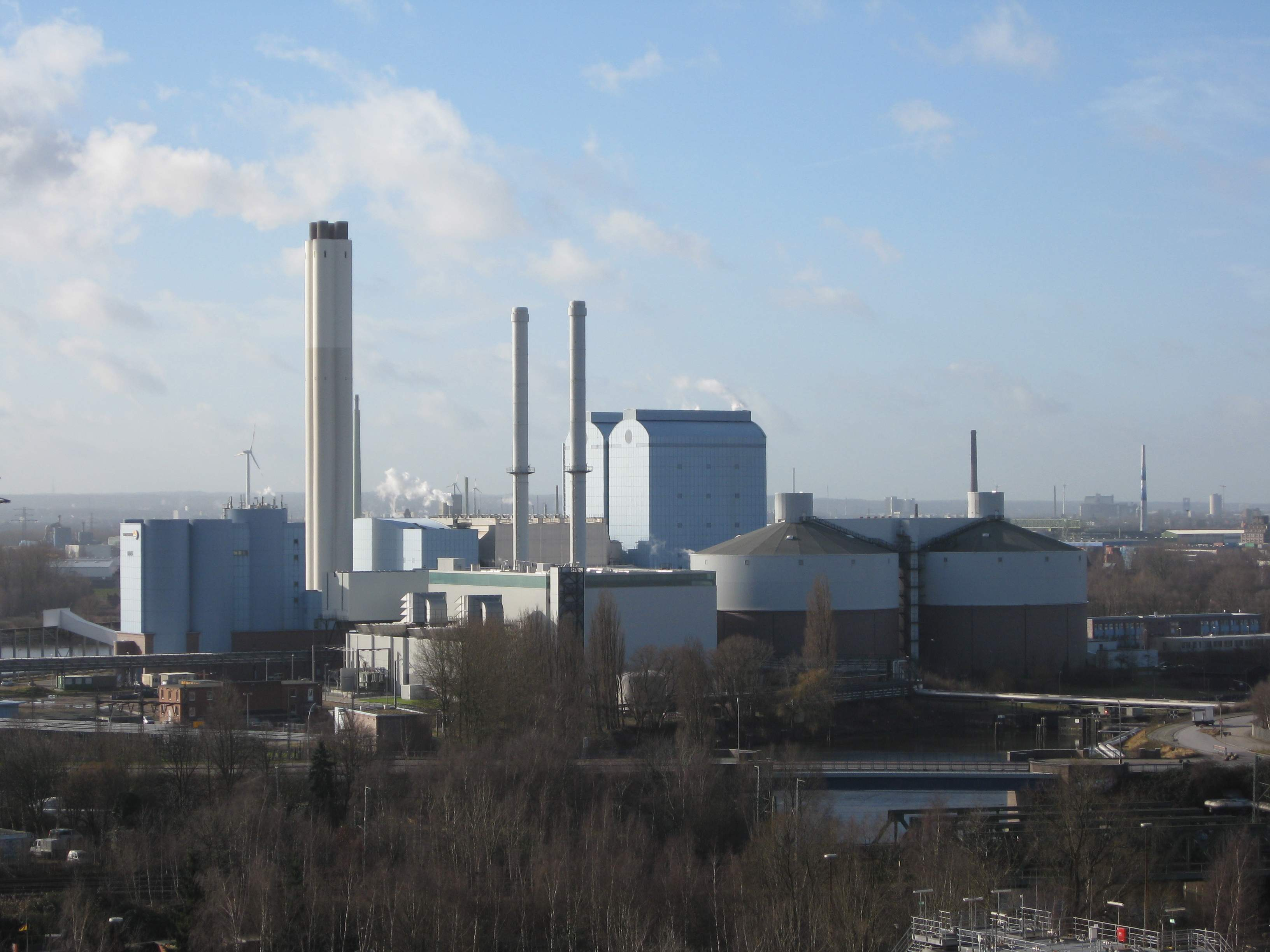
Heizkraftwerk Tiefstack

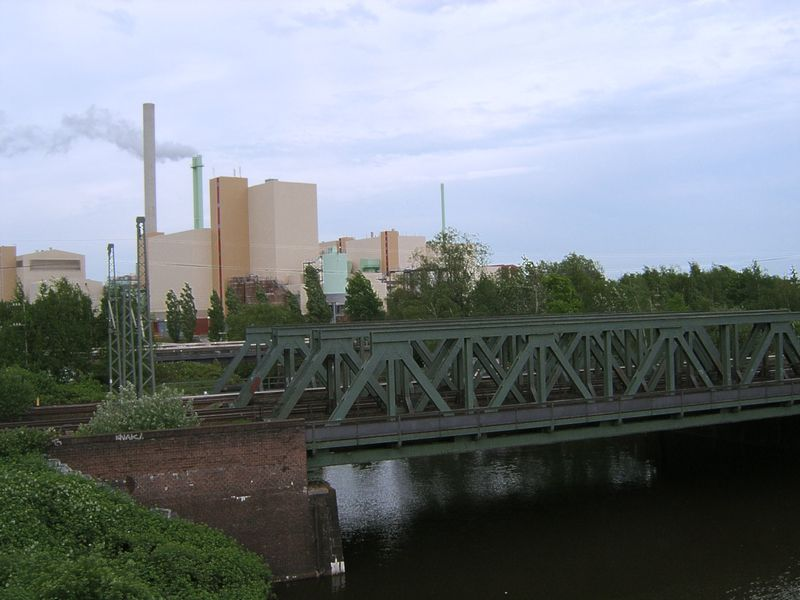
Müllverbrennungsanlage Borsigstraße und Brücke über den Tiefstackkanal

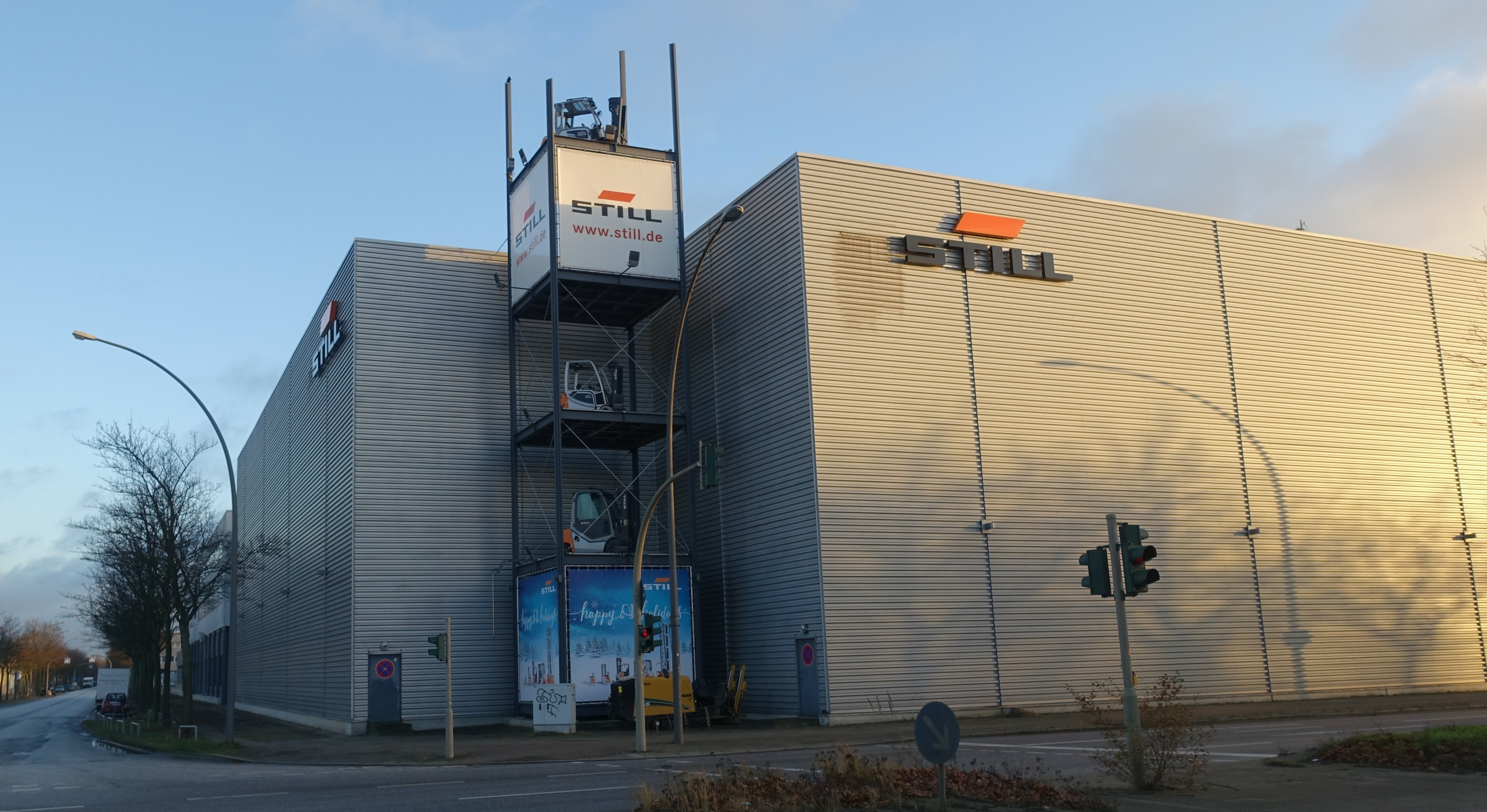
Firma Still Hauptniederlassung in Hamburg-Billbrook

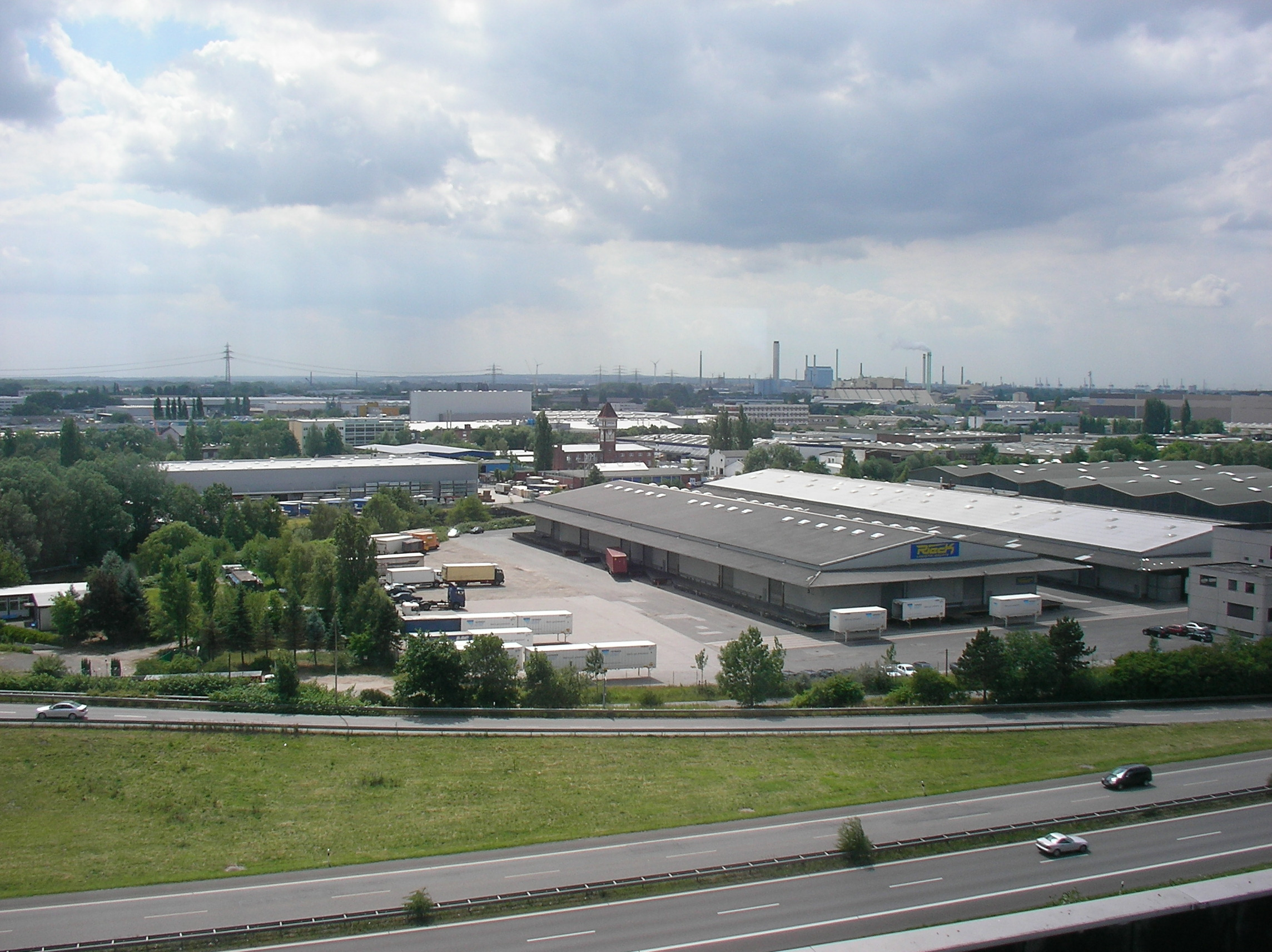
Billbrook von der B5 bis nach Tiefstack

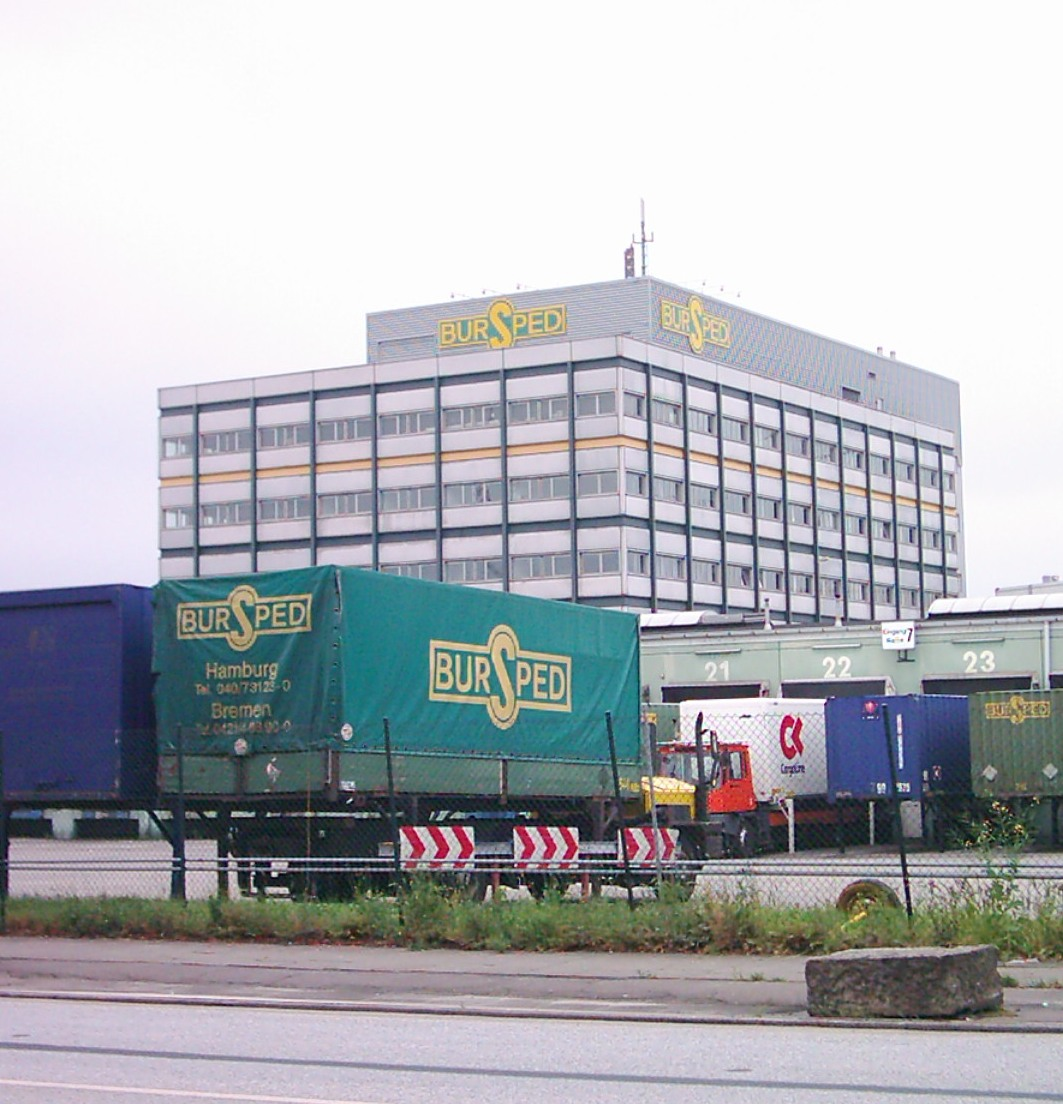
Die Spedition BurSped

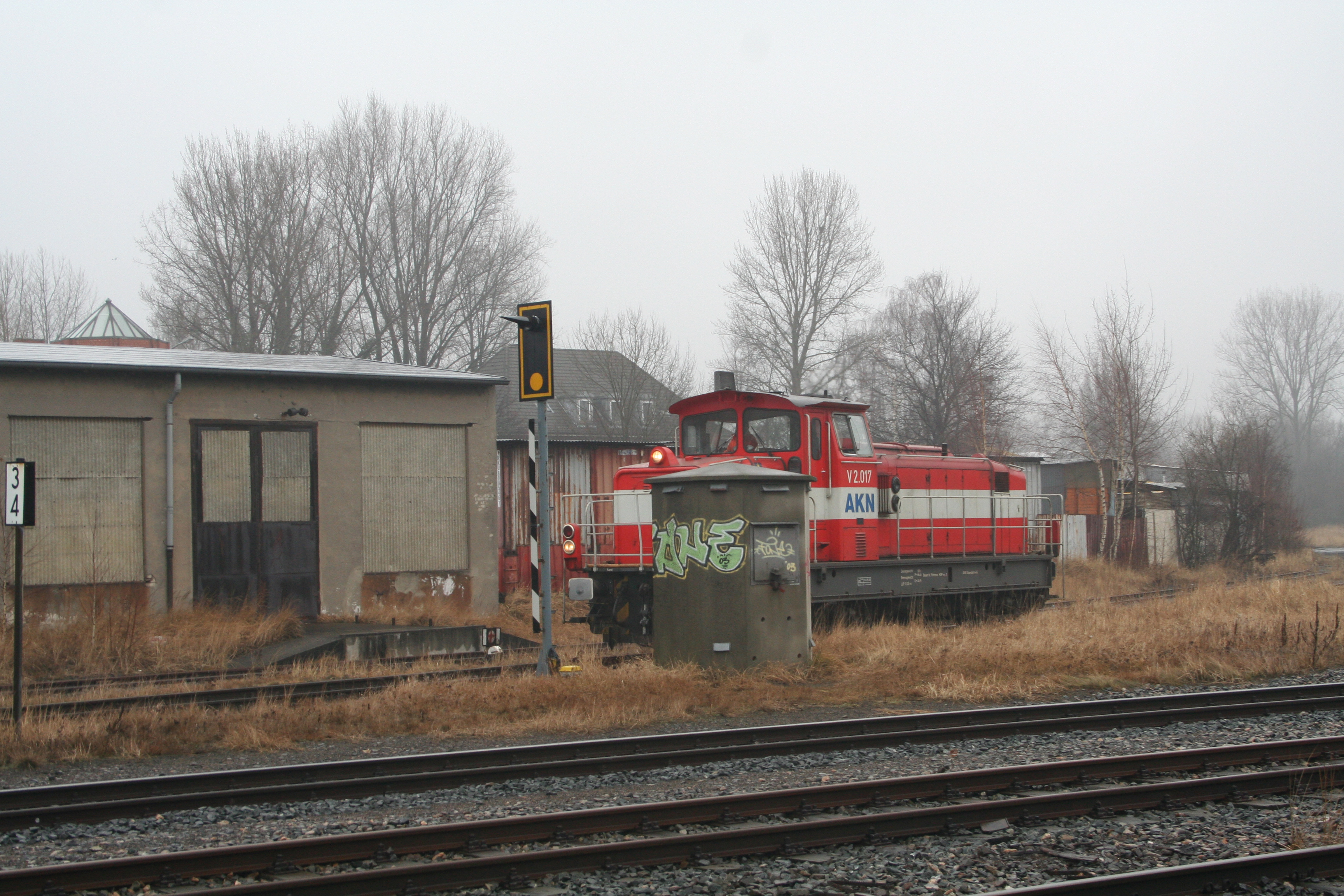
Rangierfahrt im Bereich Billbrook Bahnhof

### Energie und Abfall
Billbrook beherbergt das Heizkraftwerk Tiefstack der ehemaligen Hamburgischen Electricitäts-Werke (HEW, jetzt Vattenfall Europe), ein Müllheizkraftwerk mit angeschlossenem Biomasseheizkraftwerk und eine Sondermüllverbrennungsanlage.
Daneben gibt es diverse mittelständische Entsorgungs- und Recyclingbetriebe. Die Firma BOCO, eine Wäscherei und Wäscheverleihfirma, war vor dem Verkauf 1998 an CWS ein Betrieb mit mehreren hundert Beschäftigten. Firma Karstadt-Porges, Färberei, Wäscherei und Reinigung war von 1988 bis zur Enteignung 1939 Branchenführer in Hamburg.

### Handel und Speditionen
Billbrook bietet vor allem flächenintensiven Betrieben wie Speditionen und den Lagerhallen von Handelsunternehmen (z. B. Otto-Versand, Olympus) eine Heimat. Aber auch die Kaffeerösterei J. J. Darboven unterhält dort einen Speicher.
Der größte Betrieb in Billbrook ist die Gabelstaplerfirma Still GmbH.

### Verkehr
Die beiden in Nord-Süd-Richtung verlaufenden Hauptstraßen Wöhlerstraße und Moorfleeter Straße schließen an die nördlich des Stadtteils verlaufende Bundesstraße 5 an, die als Schnellstraße ausgebaut ist.
An der Moorfleeter Straße liegt auch der Bahnhof Billbrook der Billwerder Industriebahn, deren dichtes Netz den gesamten Stadtteil durchzieht, wenngleich viele Anschlussgleise heute stillgelegt/abgebaut sind. Am östlichen Rand des Stadtteils verläuft die Trasse der 1928 bis Billbrook verlängerten und 1952 stillgelegten Hamburger Marschbahn. Vom Bahnhof nach Nordosten führt seit 1907 die Strecke der Südstormarnschen Kreisbahn nach Glinde und bis 1952 weiter nach Trittau. Im selben Jahr wurde der Personenverkehr über Billbrook eingestellt; der Güterverkehr auf den verbliebenen Strecken werden von der AKN betrieben.
Seit 1930 hatten die Fahrgäste am Bahnhof Billbrook Anschluss an die Straßenbahn. Die Linie 19 verkehrte über die Süderstraße zur Mundsburg; in die Hamburger Innenstadt gelangte man durch Umsteigen am Berliner Tor. Die Straßenbahnverbindung bestand bis 1970.
Der Stadtteil wird heute durch Buslinien der Hamburger Hochbahn (HHA) und der Verkehrsbetriebe Hamburg-Holstein (VHH) innerhalb des HVV mit den U-Bahn-Stationen Horner Rennbahn und Billstedt (U2 und U4) sowie Wandsbek Markt (U1) und den S-Bahn-Stationen Rothenburgsort, Tiefstack und Billwerder-Moorfleet (S2) verbunden. Seit Herbst 2019 gibt es auch in Billbrook das On-Demand-Angebot ioki Hamburg.
Durch den Süden Billbrooks verläuft die Trasse der Eisenbahnfernstrecke Hamburg–Berlin, hier verlaufen auch die S-Bahn-Linien S2 und S21. Deren Haltepunkte Tiefstack im Südwesten und Billwerder-Moorfleet im Südosten befinden sich bereits in den benachbarten Stadtteilen Rothenburgsort bzw. Billwerder.

### Bildung
Für die vielen Kinder im Stadtteil (die Minderjährigenquote ist doppelt so hoch wie im Stadtdurchschnitt) gibt es am Billbrookdeich eine Grundschule. Außerdem befindet sich die Feuerwehrakademie der Feuerwehr Hamburg nördlich der Eisenbahnstrecke und östlich des Tidekanals an der Bredowstraße.

### Industriegebiet Billbrook/Rothenburgsort
Stadtplanerisch wird das Industriegebiet Billbrook/Rothenburgsort als Einheit betrachtet, obwohl es sich über Teile der beiden namengebenden Stadtteile erstreckt. Das Industriegebiet umfasst einen Großteil des Stadtteils Billbrook sowie den östlichen Teil des benachbarten Billwerder Ausschlags. Mit seinen 770 Hektar Fläche handelt es sich nach dem Hamburger Hafen um das zweitgrößte geschlossen bebaute Industriegebiet der Stadt. Das Gebiet weist rund 1000 Betriebe mit rund 22.000 sozialversicherungspflichtig Beschäftigten vor. Herausstellungsmerkmal ist die sehr geringe Entfernung zur Stadtmitte. Der Hamburger Senat hat 2021 beschlossen das Gebiet zu revitalisieren und zu modernisieren.

## Kulturelle Adaption
Der Stadtteil wurde von Wolfgang Borchert in seiner Kurzgeschichte Billbrook verewigt. Ein kanadischer Soldat namens Bill Brook kommt nach dem Zweiten Weltkrieg mit seiner Einheit nach Hamburg. Als die Truppe am Hauptbahnhof den Zug verlässt, um zur Unterkunft zu marschieren, fällt sein Blick auf den Wegweiser nach Billbrook. Noch am selben Abend fällt sein Entschluss, diesen Ort zu besuchen, der seinen Namen trägt. Er marschiert an seinem ersten freien Tag über Stunden durch zerstörte Straßenzüge (vermutlich Hammerbrook oder Rothenburgsort), ohne eine Menschenseele zu treffen, und kommt schließlich zu einem Kanal, an dem zwei Männer kampieren und angeln. Er fragt sie nach dem Weg nach Billbrook und erfährt, dass er bis dorthin noch eine weitere Stunde Fußmarsch vor sich hätte. Angesichts der vorgerückten Stunde gibt er sein Vorhaben auf und macht sich auf den Rückweg, auf dem er die Zerstörungswucht des Krieges mit anderen Augen zu sehen beginnt.

## Persönlichkeiten
- Johann Max Böttcher (1920–2014), Unternehmer und Philanthrop
- Dieter Horchler (1936–2017), Bauunternehmer, Präsident der Handwerkskammer Hamburg, Gründer des Billbrookkreises www.billbrookkreis.de, eine Unternehmervereinigung für Betriebe im Industriegebiet Billbrook/Rothenburgsort